# Der Wunschbriefkasten
Der Wunschbriefkasten, seltener Fernseh-Wunschbriefkasten, war eine beliebte Unterhaltungssendung des Fernsehens der DDR, welche immer sonntags um 16 Uhr für eine Stunde ausgestrahlt wurde. In den 1980er Jahren wechselten die Sendeplätze hin und wieder. Zunächst wurde die Sendung einige Jahre am Samstagnachmittag um 16 Uhr, späterhin am Freitagabend ab 19 Uhr ausgestrahlt.

## Geschichte
Die Sendung lief als Ablösung der Sendung Wünsch Dir was mit Irmgard Düren zum ersten Mal 1974 und wurde am Ende des Jahres 1990 eingestellt. Anfänglich wurde jede Woche ein anderes Moderatorenpaar eingesetzt, später wechselten die festen Moderatorenpaare auch einmal 14-täglich. Moderatoren der Sendung waren Uta Schorn und Gerd E. Schäfer sowie Heidi Weigelt und Heinz Rennhack. Später übernahm Lutz Jahoda den Platz von Rennhack.

## Inhalt der Sendung
In der Sendung wurden Zuschauerwünsche verschiedener Musiktitel aus diversen Sendungen des DDR-Fernsehens erfüllt. Es wurden aber auch Wünsche nach anderen Ausschnitten von Fernsehsendungen geäußert. In der Sendung wurden unter anderem Sketche von Rolf Herricht und Hans-Joachim Preil, aber auch gelegentlich Ausschnitte aus Filmen (Trickfilme etc.) gezeigt.
Verbunden wurden die Wünsche durch das Verlesen von Namen und Grüßen der Zuschauer durch die Moderatoren der Sendung.
Bei besonderen Anlässen wurde innerhalb der Sendung von den Moderatoren aktuelle Themen angesprochen, zum Beispiel zum Internationalen Frauentag oder zum Tag der Republik. Daraus entwickelte sich dann zu Beginn der 1980er Jahre der Aspekt, dass zu jeder Sendung ein bestimmtes Thema gewählt wurde, über das die Moderatoren dann zwischen den Wunscherfüllungen locker und unterhaltsam sprachen oder darüber Informationen und Anekdoten oder auch kleine Geschichten erzählten. Als Beispiel sei hier Ostern oder Weihnachten erwähnt.